# George Reisman
George Reisman, född 13 januari 1937 i New York i New York, är en amerikansk objektivistisk nationalekonom. 
Reisman studerade under Ludwig von Mises vid New York University, och tillhör den österrikiska skolan inom nationalekonomin. Reisman var även bekant med Ayn Rand och Murray Rothbard. Han är professor emeritus i nationalekonomi vid Pepperdine University. Reisman är även ansluten till Ludwig von Mises-institutet.
Reisman är författare till boken Capitalism: A Treatise on Economics (1996), i vilken han försöker integrera den österrikiska skolans idéer med de klassiska nationalekonomernas. Han har även skrivit The Government against the Economy, som ingår i Capitalism, i omarbetad form.
Reisman kallar sig explicit objektivist, men på grund av en konflikt med Ayn Rand-institutet tar flera framstående objektivister, som Leonard Peikoff, avstånd från honom och klassar honom som omoralisk. Orsakerna till konflikten är okända, och Peikoff har vägrat avslöja varför han anser det nödvändigt att fördöma Reisman. [källa behövs]
George Reisman är gift med psykoterapeuten Edith Packer.